# Cúmulo globular M2
El cúmulo globular M2 (también conocido como objeto Messier 2, Messier 2, M2 o NGC 7089), se encuentra en la constelación de Acuario. Fue descubierto por Jean-Dominique Maraldi en 1746. Tiene un diámetro de aproximadamente 175 años luz, y contiene unas 150 000 estrellas, además de ser uno de los cúmulos más compactos y ricos conocidos.